# Брњ
Брњ је насељено мјесто у Босни и Херцеговини у Општини Какањ које административно припада Федерацији Босне и Херцеговине. Према попису становништва из 1991. у насељу је живјело 710 становника.

## Становништво
| Националност       | 1991.        | 1981.        | 1971.        |
| Муслимани          | 490 (69,01%) | 527 (72,58%) | 498 (72,48%) |
| Хрвати             | 209 (29,43%) | 183 (25,20%) | 180 (26,20%) |
| Срби               | 0            | 12 (1,65%)   | 9 (1,31%)    |
| Југословени        | 8 (1,12%)    | 2 (0,27%)    | 0            |
| остали и непознато | 3 (0,42%)    | 2 (0,27%)    | 0            |
| Укупно             | 710          | 726          | 687          |